# ボブ・アラム
ボブ・アラム（Robert "Bob" Arum、1931年12月8日 - ）は、アメリカ合衆国ニューヨーク州ブルックリン生まれのユダヤ人系のプロボクシングプロモーター。トップランク社CEO。プロボクシングの本場アメリカで、なおかつ競争が厳しく新陳代謝の激しいボクシング業界において、90歳を超える現在でも、トップクラスでプロモーターを長く続けている辣腕として知られている。同じ米国のボクシングプロモータードン・キングとは、1970年代半ばからキングが凋落する2000年頃まで、ライバル関係にあった。

## 人物・評価
ヘビー級に偏重するきらいのあったドン・キングに比べ、重量級に偏重しない傾向があり、1990年代から2000年代中盤における最大級のスターボクサーオスカー・デ・ラ・ホーヤを、1992年バルセロナオリンピック優勝直後に、史上最高の契約金100万ドルで獲得し、キャリアの中期までプロモートした。
スキャンダル続出のドン・キングに比べ、一見トラブルの少ないイメージがあるが、海千山千の業界を生き残ってきたことからも分かるようにトラブルも少なくなく、過去に傘下の選手から何度もプロモート権やマネージャーの権利やファイトマネーなどをめぐって裁判沙汰になったことがあり、前述のデ・ラ・ホーヤは2002年にトップランクから離脱している。2000年には、アラムがIBFの代表に賄賂を贈っていたことをドン・キングに暴露された。
マイク・タイソンを育て上げた名トレーナーのカス・ダマトは、「西半球で最低な男」と罵倒するほどアラムを忌み嫌っていた。また、シュガー・レイ・レナードの専属マネージャーだったマイク・トレーナー弁護士は、レナードの世界初挑戦の際、王座獲得の場合に行う防衛戦で格安の専属契約を押し付けられそうになった（トレーナーは交渉の末、これを拒否）件をきっかけに、アラムを毛嫌いしていた。
しばしば人種差別的な発言をして批判を浴びることも多い。過去には黒人やヒスパニック系に対する差別発言をしたほか、2009年には総合格闘技UFCとUFCファンのことを「スキンヘッドの白人連中」「グラウンドでホモみたいに抱き合ってるだけのもの」と差別用語を使って侮辱した。
1990年代後半頃から、米国内のヒスパニック系民族の市場に目をつけ、ヒスパニック人口の多いアメリカ南西部での興行を増やし、多くのメキシコ系ボクサーと契約。東部ではプエルトリコ人のミゲール・コットをプロモートしてトップスターに仕立て上げた。

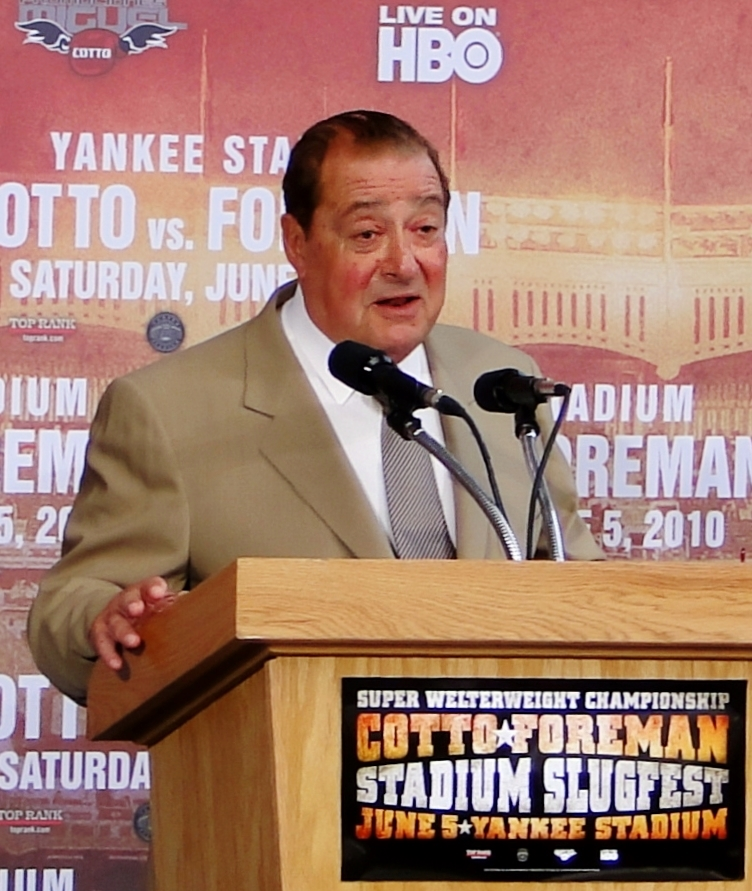
2010年6月のミゲール・コット対ユーリ・フォアマン戦に向けて、記者会見でスピーチをするアラム。

ドン・キングが凋落した2000年代以降は、オスカー・デ・ラ・ホーヤ主宰のゴールデンボーイプロモーションズと、ゴールデンボーイプロモーションズが選手の大量離脱で力を落とす2015年頃までは世界二大プロモーターと評価され鎬を削っていた。当初は不仲な感情を抑えて、互いがプロモートする選手同士の対戦や興行の実現をしていたものの、2010年代に入ると両者の対立はさらに悪化。その背景には、トップランクはHBOとの繋がりが深く、興行の大半もHBOで放送されていたのに対し、ゴールデンボーイプロモーションズは、HBOとライバル関係にあるショウタイムと繋がりが深かった。そのため、トップランクの契約選手とゴールデンボーイプロモーションズ契約選手の対戦交渉となると、試合をどちらのテレビ局で放送するかで激しく対立し合って、2013年3月にはHBOがゴールデンボーイプロモーションズ契約選手の試合は今後放送しないことを発表するなど、ドン・キングの時以上の激しい対立が続いていた。
アメリカのボクシング中継において、二大テレビ局の一つであったHBOとは、HBOがボクシングからの撤退を決めたことでトップランクがHBOの代わりにESPNと契約する2017年7月頃までは強固な協力関係を築き、トップランク主催興行の大半はHBOによって中継されていた。しかし、HBOに対して訴訟を起こしたことがあり、結局示談になったものの、「テレビ局は金があってプロモーターの仕事も兼業できるから、我々プロモーターは必要ないってことなんだろう。だけど、それと同様に私やドン・キングもHBOやショウタイムみたいなテレビ局は必要ない」と示談が決まった後も、HBOを非難した。
アメリカ人スター選手の大半を、ゴールデンボーイプロモーションズが抱えていたため、やや劣勢なこともあり、2013年から本格的にアジア進出を開始。経済成長が続き、人口13億人という巨大市場である中国の中でも、カジノが盛んで世界的な観光地であるマカオに目をつけ、北京五輪・ロンドン五輪ライトフライ級連覇の中国人ボクサー鄒市明と契約し、2013年4月6日に鄒市明のプロデビュー戦をメインにした、トップランクとして初のアジアでの興行をマカオのコタイ・アリーナにて開催。さらにボクシング界のスーパースターであったマニー・パッキャオの再起戦を、11月24日に同じくコタイ・アリーナにて開催するなど、本腰を入れて進出していたが、その勢いもすぐに陰りを見せ、興行を開催することが減り、2017年にアジア進出の目玉だった鄒市明がトップランクを離脱したことで、アジア進出は実質頓挫した。
2015年にNBC、CBS、ESPN、FOXなど一気に多数のテレビ局と契約を結んだ巨大プロモーションのプレミア・ボクシング・チャンピオンズが発足し、2018年よりイギリスからスポーツ専門配信サービスのDAZNがエディー・ハーン主宰のマッチルームボクシングとともにアメリカ進出するとゴールデンボーイプロモーションズも契約に至り、トップランクはさらに劣勢に立たされることとになった。
2019年、同年にWBSSバンタム級を制覇した井上尚弥と契約。元々鄒市明と同じロンドン五輪金メダリストの村田諒太と契約していたものの、以降は日本の関係をより深めるようになり、2022年からは帝拳プロモーション及びアマゾンジャパンとの提携により日本国内の大型興行に関与している。

## 歴史
ニューヨークに生まれ、ニューヨーク州立大学を卒業後、ハーバード・ロー・スクールで法学を修めたエリートで、司法省の企業担当弁護士として、企業の脱税問題や独禁法にからむ問題を担当していた、異色のキャリアの持ち主である。
1966年頃までは、ボクシングを見たことも、また興味もなかったが、モハメド・アリの法律問題を担当したことで、ボクシングと関わるようになり、ボクシングプロモーター業に乗り出す。
1980年代にマービン・ハグラー対ロベルト・デュランやハグラー対トーマス・ハーンズ、ハグラー対シュガー・レイ・レナード、レナード対ハーンズなどの歴史に残るビッグマッチをプロモートしたほか、彼らの試合をネバダ州ラスベガスで数多く開催し、同地をボクシングのメッカ的な存在にする立役者となった。
1990年代以降も、イベンダー・ホリフィールド対ジョージ・フォアマンを開催した他、オスカー・デ・ラ・ホーヤ、フロイド・メイウェザー・ジュニア、フリオ・セサール・チャベスらをプロモート。
1994年、香港のボクシング興行に関わるがトラブルが発生すると、早々にサジを投げだし撤退。香港のプロモーターから非難される。
1995年、プロモート選手の認可を得るために収賄を行ったとして、ネバダ州アスレチック・コミッションから125,000ドルの罰金を課せられる。
2000年代以降もマニー・パッキャオ、エリック・モラレス、ミゲール・コット、フリオ・セサール・チャベス・ジュニアらをプロモート。
2003年9月13日のオスカー・デ・ラ・ホーヤvsシェーン・モズリー戦の判定について「ネバダ州アスレチック・コミッションの陰謀だ！」と発言したことが問題となり、後に謝罪。
2004年1月、デラホーヤvsモズリー戦やバタービーン、ホルヘ・パエスの試合での不正に関わっていた疑いがあるとして、アラムの事務所がFBIによって強制捜査を受ける。(2006年に起訴されること無く捜査終了)
2007年、フロイド・メイウェザー・ジュニアから、プロモートされていた1996年から2006年の間、不当に低い賃金を支払われていたとして告訴される。
2016年のアメリカ合衆国大統領選挙では民主党のヒラリー・クリントンを支持した。
2017年12月、ネバダ州でマリファナが合法となったことで、1966年からマリファナを愛用していることを告白した。